# Premis de Cinema Mainichi
Els Premis de Cinema Mainichi (毎日映画コンクール, Mainichi Eiga Konkūru) són un conjunt de premis atorgats pel diari Mainichi Shimbun, en col·laboració amb Sports Nippon. Aquest és el primer festival de cinema del Japó.
Els orígens de la competició es remunten al 1935, quan el Mainichi Shinbun va organitzar un festival anomenat Zen Nihon eiga konkūru (全日本映画コンクール). Interromput durant la guerra, la forma actual dels Premis de Cinema Mainichi va néixer oficialment el 1946.

## Premis
Com que la cerimònia és a principis d'any, al febrer, el premi és per a obres de l'any anterior. A part del premi de l'elecció dels lectors, tots els premis són atorgats per la crítica.
El "Premi Noburō Ōfuji", establert el 1961, se centra en els treballs dels animadors que busquen reconeixement. Se suposa que premia un mèrit tècnic i artístic. Porta el nom de Noburō Ōfuji, un pioner de l'animació, premiat a la dècada de 1950 per a l'adjudicació de curtmetratges o mitjans, així com obres de pressupost moderat.
El "Gran premi d'animació" s'ha centrat en obres de gran pressupost des de l'any 1989. Aquesta distinció va sorgir davant l'augment de pressupostos, per no prescindir de l'animació independent, que és sovint més atrevit.
El "Premi Kinuyo Tanaka", que porta el nom de l'actriu japonesa i primera directora Kinuyo Tanaka, ha estat atorgat a la carrera d'una actriu cada any des de 1985.
El "premi de l'elecció dels lectors" ha estat atorgat pels lectors del "Mainichi Shimbun" des de 1976, a una pel·lícula japonesa i una pel·lícula estrangera.
El "Gran Premi Sponichi per al nou talent" s'atorga des de 1983.
"Premi especial" és una recompensa no categoritzada.
Hi ha molts altres premis més convencionals: Premi de Cinema Mainichi a la millor pel·lícula, millor director, millor fotografia, millor direcció artística, millor actor, millor actor secundari, millor actriu, millor actriu secundària, millor pel·lícula estrangera, millor guió, millor música i millor so.